# Johann Spilberg (II)

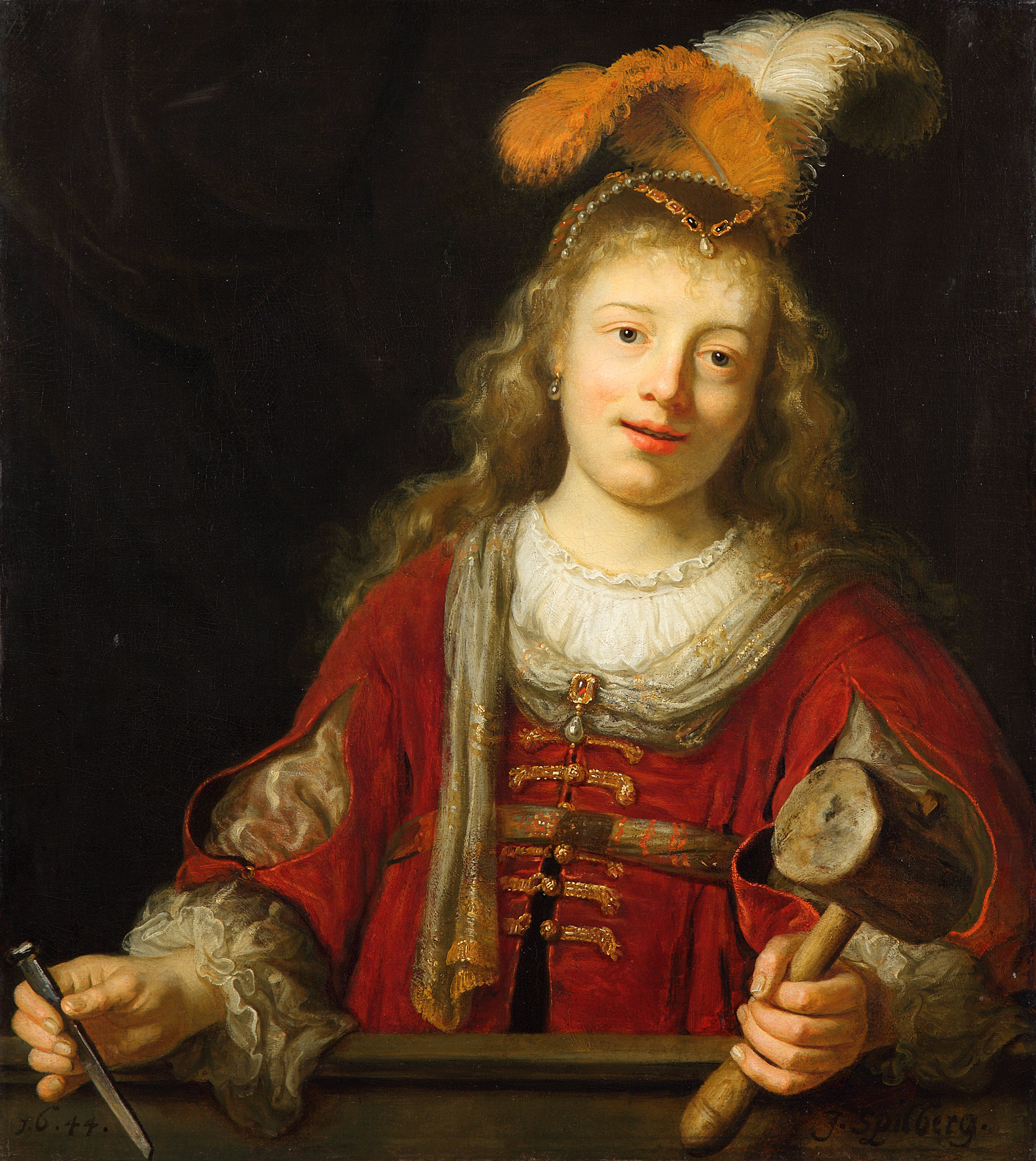
Jaël met de hamer en tentharing (Johann Spilberg, 1644)

Johann Spilberg (II), of Spielberg, (Düsseldorf, 30 april 1619 – aldaar, 10 augustus 1690), was een Noord-Nederlandse of Duitse portretschilder.
Spilberg kwam uit een artistieke familie; hij was de zoon van Johann Spilberg (I) en de neef van Gabriel Spilberg. Hij kreeg een brede opleiding, waaronder Latijn en andere talen, voordat hij zich volledig op de schilderkunst toelegde. Zijn vader leerde hem de eerste beginselen van het vak. 
Op jonge leeftijd reisde Spilberg naar Antwerpen met een aanbevelingsbrief van hertog Wolfgang Wilhelm von Pfalz-Neuburg, met de intentie Peter Paul Rubens te ontmoeten. Aangezien Rubens al was overleden, vertrok Spilberg naar Amsterdam, waar hij leerling werd van Govert Flinck, een invloedrijke schilder in de stijl van Rembrandt. Tussen 1638 en 1648 vestigde hij zich in Amsterdam en ontwikkelde hij zich als portretschilder.
In 1649 trouwde hij met Maria Gerrits, ook wel Maria Fis genoemd door Arnold Houbraken. Het paar kreeg twee zonen en drie dochters, waaronder Adriana Spilberg, die door hem tot kunstschilder werd opgeleid. In 1650 werd Spilberg burger van Amsterdam.
In 1661 keerde hij terug naar Düsseldorf, waar hij tot aan zijn dood in 1690 bleef wonen en werken.
- Biografisch Portaal: 89457078
- Gemeinsame Normdatei: 133573818
- International Standard Name Identifier: 0000 0000 6686 7273
- RKD-Nederlands Instituut voor Kunstgeschiedenis: 74331
- Système universitaire de documentation: 23253179X
- Union List of Artist Names: 500009117
- Virtual International Authority File: 30731397
- WorldCat: E39PBJqFQWygKv9TKxyPxkTfv3